# Nikolay Gulaev
Nikolay Dmitrievich Gulaev (em russo:  Никола́й Дми́триевич Гулаев; Aksayskaya, 26 de fevereiro de 1918 - Moscou, 27 de setembro de 1985) foi um piloto de caça, duas vezes Herói da União Soviética, Coronel-General da Aviação e quarto entre os ases soviéticos em termos de número de aeronaves abatidas durante a Segunda Guerra Mundial.

## Biografia

### Antes da guerra
Nikolay Gulaev nasceu 26 de fevereiro de 1918 na vila de Aksayskaya (hoje cidade de Aksay, na região de Rostov) em uma família russa da classe trabalhadora.
Aos 8 anos de idade, ele foi para a única escola da aldeia (hoje Ginásio nº 3, em homenagem ao duas vezes Herói da União Soviética N. D. Gulaev em Aksai), depois foi para uma escola de aprendizagem de fábrica (FZU). Por algum tempo ele trabalhou como mecânico em uma das fábricas de Rostov. À noite estudava no aeroclube.
Em 1938 juntou-se ao Exército Vermelho (RKKA) e, desde 1939, foi candidato a membro do Partido Comunista da União Soviética. Em 1940, ele se formou na Escola de Aviação de Stalingrado e serviu na Aviação de Defesa Aérea.

### Guerra
Nas frentes da Grande Guerra Patriótica, a partir de janeiro de 1942 (Frente de Voronezh de janeiro a agosto de 1942; de maio a setembro de 1943, Frente de Stalingrado - de agosto a outubro de 1942, 2ª Frente Ucraniana), o piloto de caça, tenente sênior Nikolai Gulaev, destacou-se particularmente nas batalhas no Bolsão de Kursk, na região de Belgorod.
O título de Herói da União Soviética, com a condecoração da Ordem de Lenin e da medalha Estrela de Ouro, foi concedido ao vice-comandante de esquadrão do 27º Regimento de Aviação de Caça (205ª Divisão de Aviação de Caça, 7º Corpo de Aviação de Caça, 2º Exército Aéreo, Frente de Voronezh), o Tenente Sênior Nikolai Dmitrievich Gulaev, em 28 de setembro de 1943, por 95 missões de combate, e 13 abates individuais e 5 em grupo.
No início de 1944, Nikolai Gulaev tornou-se comandante de esquadrão. Ele participou da libertação da margem direita da Ucrânia. Em uma das batalhas sobre o rio Prut, à frente de seis caças P-39 Airacobra, Gulaev atacou 27 bombardeiros inimigos, que eram acompanhados por 8 caças. Em 4 minutos, 11 aeronaves inimigas foram destruídas, sendo 5 abatidas individualmente por Gulaev. A segunda medalha Estrela de Ouro foi concedida ao comandante do esquadrão do 129º Regimento de Aviação de Caça da Guarda (205ª Divisão de Aviação de Caça, 7º Corpo de Aviação de Caça, 5º Exército Aéreo, 2ª Frente Ucraniana ), Capitão da Guarda N. D. Gulaev, em 1º de julho de 1944 por 125 surtidas de combate, 42 batalhas aéreas, nas quais ele abateu pessoalmente 42 aeronaves inimigas e 5 em grupo.
Em 1944, foram publicados decretos concedendo ao navegador do regimento de aviação de caça, Major Gulaev, a terceira "Estrela de Ouro", bem como a vários pilotos a segunda "Estrela de Ouro", mas nenhum deles recebeu os prêmios devido à perturbação que causaram em um restaurante de Moscou na véspera da premiação. Esses decretos foram anulados  . O ala de Gulaev, Bukchin S. Z., tem uma versão diferente desta história. Não houve decreto que lhe atribuísse uma terceira estrela, e a perturbação foi causada por uma razão completamente diferente.
Em uma das batalhas, ele foi gravemente ferido, mas retornou ao serviço e serviu como navegador no regimento aéreo até março de 1945. No total, durante a guerra ele realizou 250 missões de combate. Em 49 batalhas aéreas, ele abateu pessoalmente 55 aeronaves inimigas e 5 em grupo, o que o tornou o quarto em pontuação entre os ases soviéticos (o primeiro foi I. N. Kozhedub - 64 aeronaves abatidas pessoalmente; o segundo e o terceiro foram A. I. Pokryshkin - 59 aeronaves abatidas pessoalmente; e G. A. Rechkalov - 56, de acordo com outras fontes - 61 aeronaves abatidas pessoalmente). A partir de março de 1945 estudou na Academia Zhukovsky de Engenharia da Força Aérea.

### Depois da guerra

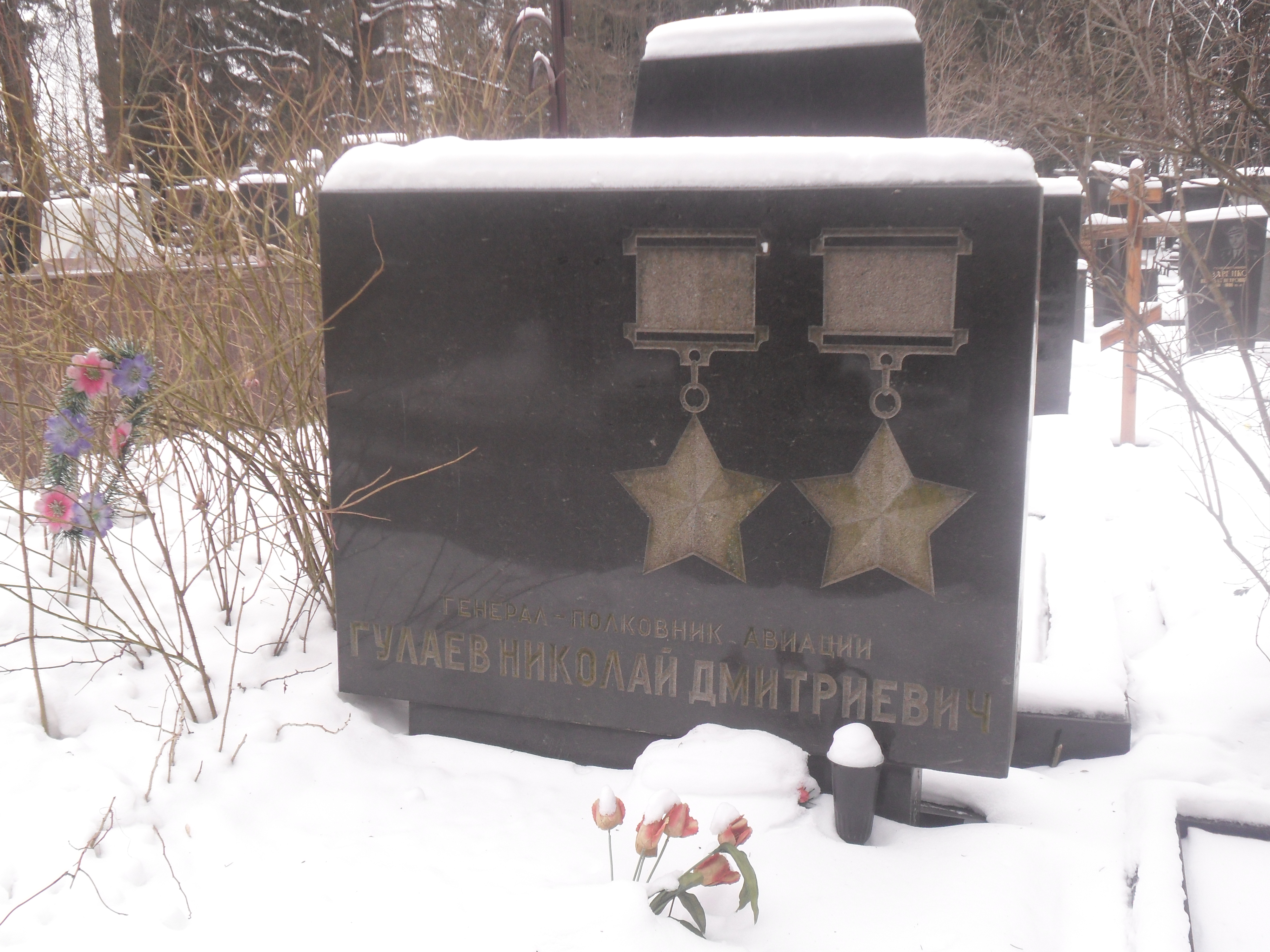
Túmulo de Gulaev no Cemitério de Kuntsevo, em Moscou.

Depois da guerra, ele serviu em posições de comando nas Forças de Defesa Aérea do país. Em 1950 graduou-se na Academia da Força Aérea, e em 1960 na Academia Militar do Estado-Maior Geral. A partir de 1955, durante cinco anos, ele foi comandante da 133ª Divisão de Aviação de Caça, localizada em Yaroslavl. De 1966 a 1974, com a patente de Coronel-General, comandou o 10º Exército de Defesa Aérea, período em que viveu e serviu na cidade de Arkhangelsk.
Major-General da Aviação (25.05.1959), Tenente-General da Aviação (19.02.1968), Coronel-General da Aviação (15.12.1972).
O Coronel-General da Aviação N. D. Gulaev reformou-se em 1979. Morava em Moscou e morreu em 27 de setembro de 1985, sendo enterrado no Cemitério de Kuntsevo.

## Lista de vitórias aéreas
| Lista de vitórias aéreas de N.D. Gulaev | Lista de vitórias aéreas de N.D. Gulaev | Lista de vitórias aéreas de N.D. Gulaev | Lista de vitórias aéreas de N.D. Gulaev |
| № п/п                                   | Дата победы                             | Тип самолёта                            | Место победы                            |
| --------------------------------------- | --------------------------------------- | --------------------------------------- | --------------------------------------- |
| 1                                       | 03.08.1942                              | Хе-111                                  | Новохопёрск                             |
| 2                                       | 24.08.1942                              | Ю-88                                    | Коротояк                                |
| 3                                       | 14.05.1943                              | Ю-87                                    | Гостищево                               |
| 4                                       | 14.05.1943                              | Ю-87                                    | Гостищево                               |
| 5                                       | 22.05.1943                              | Ю-88                                    | аэродром Грязное                        |
| 6                                       | 22.05.1943                              | Ме-109                                  | аэродром Грязное                        |
| 7                                       | 08.06.1943                              | Ме-109                                  | Покровка                                |
| 8                                       | 22.06.1943                              | Ме-109                                  | Хотмыжск                                |
| 9                                       | 05.07.1943                              | Ю-87                                    | Верхопенье                              |
| 10                                      | 05.07.1943                              | Ме-109                                  | Прохоровка                              |
| 11                                      | 05.07.1943                              | Ю-87                                    | Коровино                                |
| 12                                      | 05.07.1943                              | Ме-109                                  | Драгунское                              |
| 13                                      | 06.07.1943                              | ФВ-190                                  | зап. Верхопенье                         |
| 14                                      | 07.07.1943                              | Ю-87                                    | Беленихино                              |
| **                                      | 07.07.1943                              | Хш-126                                  | юж. Беленихино                          |
| **                                      | 07.07.1943                              | ФВ-189                                  | сев.-зап. Гостищево                     |
| 15                                      | 08.07.1943                              | Ме-109                                  | юж. Беленихино                          |
| 16                                      | 12.07.1943                              | Ю-87                                    | Прохоровка                              |
| 17                                      | 12.07.1943                              | Ю-87                                    | Прохоровка                              |
| 18                                      | 12.07.1943                              | Ме-109                                  | Прохоровка                              |
| 19                                      | 21.10.1943                              | Ю-87                                    | Пятихатка                               |
| 20                                      | 24.10.1943                              | Ю-87                                    | Саевка                                  |
| 21                                      | 24.10.1943                              | Ме-109                                  | Саевка                                  |
| 22                                      | 26.10.1943                              | Ю-88                                    | р-н Саевка — Чечеливка                  |
| 23                                      | 28.10.1943                              | Ме-109                                  | Черняховка — Чечеливка                  |
| 24                                      | 28.10.1943                              | Ме-109                                  | Черняховка — Чечеливка                  |
| 25                                      | 29.10.1943                              | Ме-109                                  | Новая Прага — Верблюжка                 |
| 26                                      | 29.11.1943                              | Хе-111                                  | Ефимовка                                |
| 27                                      | 11.12.1943                              | Ю-88                                    | вост. Червоный Яр                       |
| 28                                      | 15.12.1943                              | Ме-109                                  | сев. Бесспорная                         |
| **                                      | 15.12.1943                              | ФВ-189                                  | сев. Калиновка                          |
| 29                                      | 15.12.1943                              | Ме-109                                  | Покровское                              |
| 30                                      | 17.12.1943                              | Ю-87                                    | Покровская Рыбчина                      |
| 31                                      | 17.12.1943                              | ФВ-190                                  | Покровская Рыбчина                      |
| 32                                      | 08.01.1944                              | Ю-87                                    | сев. Марьевка                           |
| 33                                      | 08.01.1944                              | ФВ-190                                  | Марьевка                                |
| 34                                      | 02.02.1944                              | Ме-109                                  | Коротино                                |
| **                                      | 09.02.1944                              | Ю-52                                    | юго-зап. Корсунь-Шевченковский          |
| 35                                      | 26.02.1944                              | ФВ-189                                  | Компанеевка                             |
| 36                                      | 12.04.1944                              | ПЗЛ-24                                  | зап. Синешты                            |
| 37                                      | 16.04.1944                              | ПЗЛ-24                                  | сев.-вост. Петрикань                    |
| **                                      | 18.04.1944                              | Ме-109                                  | ст. Бульбока                            |
| 38                                      | 18.04.1944                              | Ю-87                                    | юж. Балабанешти                         |
| 39                                      | 18.04.1944                              | Ю-87                                    | Балабанешти                             |
| 40                                      | 25.04.1944                              | ФВ-190                                  | Будешты                                 |
| 41                                      | 25.04.1944                              | ФВ-190                                  | Будешты                                 |
| 42                                      | 25.04.1944                              | ФВ-190                                  | Будешты                                 |
| 43                                      | 25.04.1944                              | ФВ-190                                  | Будешты                                 |
| 44                                      | 29.04.1944                              | ФВ-190                                  | сев.-зап. Яссы                          |
| 45                                      | 03.05.1944                              | Хе-111                                  | Валя Ойлор                              |
| 46                                      | 03.05.1944                              | Ме-109                                  | Мовилени                                |
| 47                                      | 07.05.1944                              | Хе-111                                  | Дулчешти                                |
| 48                                      | 30.05.1944                              | Хш-126                                  | Тедеруш                                 |
| 49                                      | 30.05.1944                              | Ю-88                                    | Вултуру                                 |
| 50                                      | 30.05.1944                              | Ме-109                                  | Скулени                                 |
| 51                                      | 30.05.1944                              | Ме-109                                  | Скулени                                 |
| 52                                      | 30.05.1944                              | Ю-87                                    | Скулени                                 |
| 53                                      | 10.08.1944                              | Ме-109                                  | юго-зап. Опатув                         |
| 54                                      | 11.08.1944                              | ФВ-190                                  | юж. Бжезина                             |
| 55                                      | 12.08.1944                              | ФВ-190                                  | зап. Сташув                             |

Total de vitórias aéreas: 55+5
- Surtidas de combate - 250
- Batalhas aéreas - 49
- ** — vitórias em grupo.

## Condecorações

### URSS

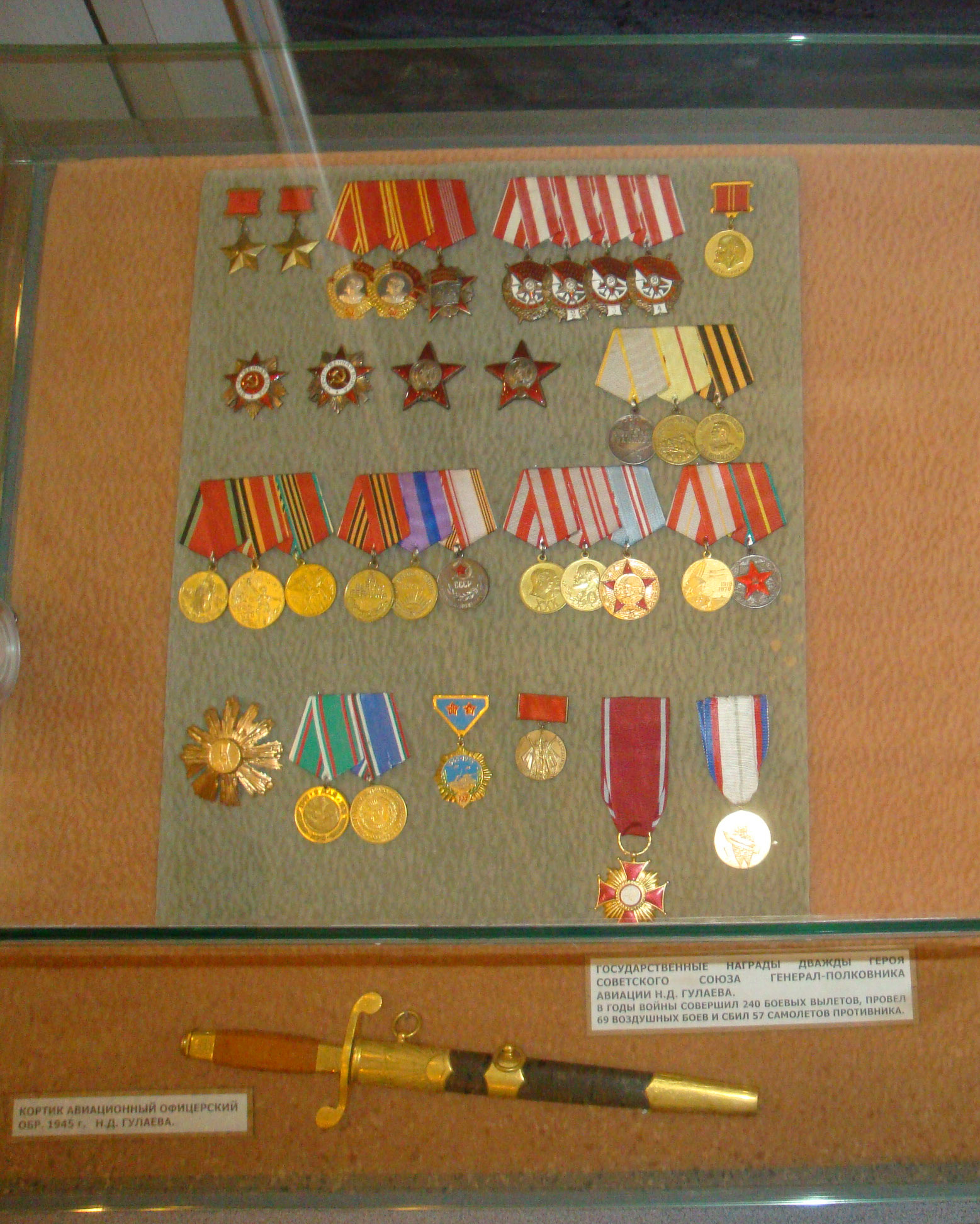
Condecorações de Gulaev no Museu Central das Forças Armadas em Moscou.

- Duas medalhas Estrela de Ouro do Herói da União Soviética (28.09.1943 [5], 01.07.1944)
- Duas Ordens de Lenin (28/09/1943, 08/10/1943 [6])
- Ordem da Revolução de Outubro (03/04/1975)
- Quatro Ordens da Bandeira Vermelha (15.05.1943 [7], 21.01.1944 [8], 29.04.1957, 23.02.1971)
- Duas Ordens da Guerra Patriótica, 1ª classe (22/10/1944 [9], 11/03/1985 [10])
- Duas Ordens da Estrela Vermelha (22.02.1955, 26.10.1955  )

- Medalhas incluindo:
  - "Por Mérito Militar" (20.06.1949)
  - "Pela Defesa de Stalingrado"
  - "Pela vitória sobre a Alemanha na Grande Guerra Patriótica de 1941-1945" [11]
  - "Pela captura de Berlim"
  - "Pela libertação de Praga"
  - "Veterano das Forças Armadas da URSS"
  - "Por Serviço Impecável" 1º grau

### Estrangeiras
- Cruz de Ouro "Mérito" (RPP)
- Ordem de Tudor Vladimirescu, 2ª classe (RSR)
- Medalha "Pelo Fortalecimento da Amizade em Armas" (RST)
- Medalha "30 anos do Exército Popular Búlgaro" (RPB)
- Medalha "30 Anos de Vitória sobre a Alemanha Nazista" (RPB)
- Medalha "50 anos do Exército Popular Mongol" (RPM)

## Memória
- Um busto de bronze foi instalado na cidade de Aksai, na região de Rostov (escultor N. Rapoport, 1946)  .
- Rua na cidade de Aksay.
- O acampamento de saúde infantil da Força Aérea leva nome de N.D. Gulaeva, Anapa.[12]
- Placa comemorativa em Yaroslavl.
- Uma placa memorial em Arkhangelsk na casa onde ele morava.
- O nome do duas vezes Herói da União Soviética N. D. Gulaev é levado pelo Ginásio da Instituição Educacional Orçamentária Municipal nº 3 na cidade de Aksai, Região de Rostov.[13]
- Placa comemorativa na rua Kibalchich em Moscou, na casa 2, prédio 1, onde ele morava.
- Uma placa memorial em memória de Gulaev foi instalada pela Sociedade Histórica Militar Russa no Ginásio nº 3 na cidade de Aksai, onde ele estudou.
- Em 2023, um busto de Gulaev foi inaugurado no Ginásio nº 3, onde o Herói estudou.